# Homolipidy
Homolipidy jsou lipidy, které na rozdíl od heterolipidů obsahují jen vázané mastné kyseliny a alkoholy (tedy složky typické pro lipidy), ale už ne další složky. 
Dělí se na: 
- Tuky a oleje – estery vyšších karboxylových kyselin (nejčastěji kyseliny olejové, linolové a palmitové) a trojsytného alkoholu glycerolu
- Vosky – estery vyšších alifatických kyselin (nejčastěji z kyselin laurové, myristové a palmitové) a primárních nebo sekundárních alifatických alkoholů.